# دریاچه اودیل
دریاچه اودیل (انگلیسی: Lake Udyl) یک دریاچه در سرزمین خاباروفسک کشور روسیه است.